# Großer Rapserdfloh

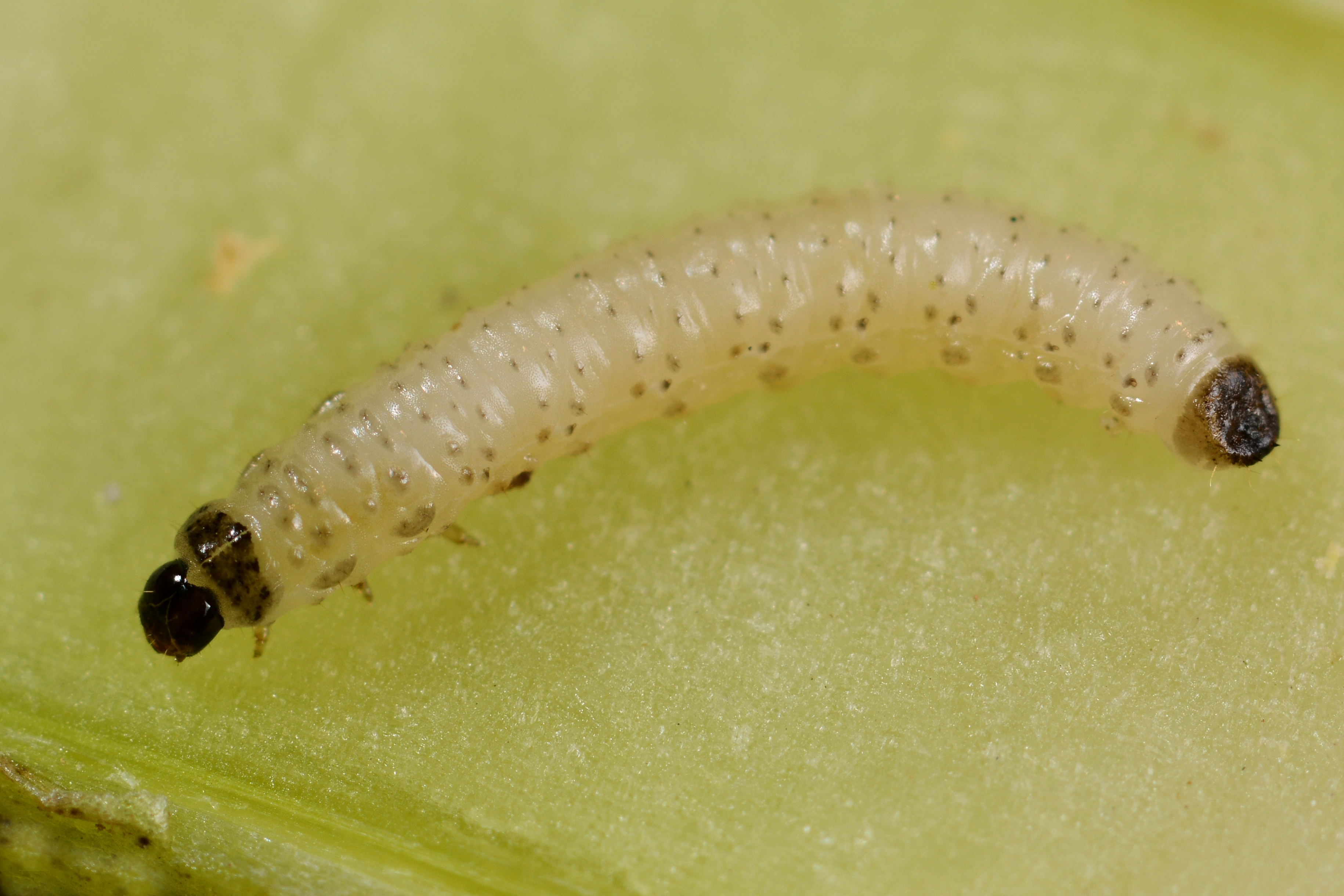
Larve

Der Große Rapserdfloh (Psylliodes chrysocephalus) ist ein Käfer aus der Familie der Blattkäfer (Chrysomelidae).

## Merkmale
Die Käfer werden drei bis vier Millimeter lang. Ihr Körper ist länglich oval und schwarzblau, oder seltener braun, mit metallischem Glanz gefärbt.
Die Larven werden sechs bis sieben Millimeter lang und sind schmutzig weiß gefärbt, ihr Kopf ist dunkelbraun. Sie haben drei Beinpaare.

## Lebensweise
Die Larven ernähren sich von Kreuzblütengewächsen (Brassicaceae), wobei neben Ackersenf (Sinapis arvensis) und Acker-Rettich (Raphanus raphanistrum) sämtliche Kulturformen der Kreuzblütengewächse, wie z. B. Raps (Brassica napus), alle Gemüsekohlsorten (Brassica oleracea) und Stoppelrüben (Brassica rapa) gefressen werden. Der Große Rapserdfloh bildet nur eine Generation pro Jahr aus. Die erwachsenen Käfer schlüpfen im Juni/Juli aus dem Boden der Rapsschläge und fressen zunächst an Altraps-Beständen oder auch Unkräutern. Im Hochsommer durchlaufen die Käfer eine Sommerruhe, wo sie sich in kühle und schattige Habitate (Feldrain, Waldrand) zurückziehen. Ab Anfang September erfolgt die Einwanderung in die frisch auflaufenden Rapsbestände. Die Weibchen durchlaufen zunächst einen Reifungsfraß, bevor sie mit der Eiablage in den Boden in Nähe der Rapspflanze beginnen. Die Eiablage kann sich in Abhängigkeit von der Witterung bis ins Frühjahr fortsetzen.

## Schadwirkung und Bekämpfung
Die Miniergänge in Blattstielen, Bohrlöcher mit Kotresten auf den Blattstielen und im Herz der Pflanzen noch im Spätherbst oder im zeitigen Frühjahr deuten auf Befall durch Larven des Großen Rapserdflohes hin. Die Käfer besiedeln im September die Wirtspflanzen und legen bei sinkenden Temperaturen ab etwa Anfang Oktober ihre Eier in den Boden neben die Pflanzen. Die Larven dringen von den Blattstielen bis ins Herz und den späteren Stängel vor, schwächen die Pflanzen und können auch Missbildungen verursachen. Die Larven sind in der Lage, das Blatt zu wechseln, sobald das Mark im Blattstiel ausgefressen ist.
Befallene Pflanzen haben eine verminderte Winterfestigkeit, da durch die Verletzungen Wasser und Krankheitserreger eindringen können. Zwar wird Rapssaatgut teilweise inkrustiert vertrieben, aber die Wirkung des Mittels reicht nur bis zum dritten Laubblatt. Der Zuflug sollte mit Gelbschalen überwacht werden. Sind innerhalb von drei Wochen mehr als 50 Große Rapserdflöhe mit Hilfe von Gelbschalen gefangen worden, sollte Anfang Oktober vor der Eiablage eine Bekämpfung mit Pyrethroid-Mitteln nach sorgfältiger Befallsprüfung rechtzeitig durchgeführt werden.  Wegen der regional ungleichmäßigen Verteilung ist die Gelbschalenüberwachung des Rapserdflohs vor einer Bekämpfung unbedingt erforderlich.
Neben der Anwendung der Gelbschale wird ebenfalls empfohlen, den Fraßschaden am Blatt der Rapspflanze zu erfassen, um Informationen zum Aufkommen des Rapserdflohs im Rapsschlag zu erhalten. In Mecklenburg-Vorpommern wird zusätzlich empfohlen, am frühen Morgen die Zahl der Rapserdflöhe unter den Erdkluten zu zählen. Der Bekämpfungsrichtwert ist erreicht, wenn 2–4 Käfer pro Quadratmeter gezählt werden.